# 原莊公
原庄公（?—?），春秋时期原国国君，伯爵。鲁庄公十八年（前676年），虢公丑、晋侯晉獻公、郑伯郑厉公派原庄公到陈国迎接王后陈妫到京师，即惠后。鲁庄公二十一年（前673年）夏，鄭、虢二國聯軍攻洛陽，送周惠王閬復位，殺王子頹及五大夫。原伯原庄公说：“郑伯效尤，其亦将有咎。”五月，郑厉公去世。
公元前674年底，郑厉公听说周惠王的叔父王子颓大宴帮他从惠王手中夺得王位的5位大夫时用“六代之乐”助兴，就前往会晤虢国国君虢公丑，说子颓篡位本是弥天之罪，现在却歌舞不倦，是以祸为乐，并请求虢公丑和自己一道把惠王迎回来。所谓“六代之乐”，是指黄帝时代的《云门大卷》、尧时的《大咸》、舜时的《韶》、禹时的《大夏》、商汤时的《大濩》和周武王时的《大武》这6种盛世乐舞。依照周礼，六代之乐等同于人间轻易不能得闻的天籁之音，只能分别用于祭祀天地、日月、山川、祖先等国家最高祭祀活动。很显然，宴会不属这一范畴。
翌年夏天，郑虢联军攻破京师成周，悉数歼灭王子颓和5位大夫，帮助惠王复国。郑厉公因此得意忘形，在庆功宴上动用“六代之乐”，因而原庄公说：“郑伯效法子颓，会遭报应。”一个月后，郑厉公果真油尽灯枯。